# Lahish

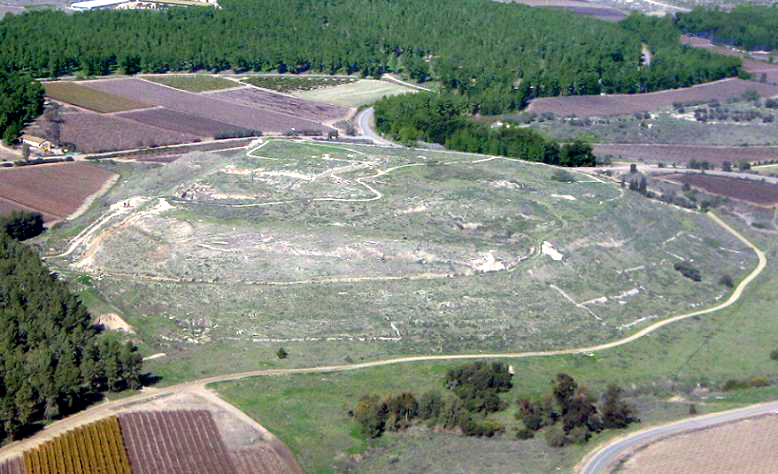
Imagine generală a colinei Tel Lahish

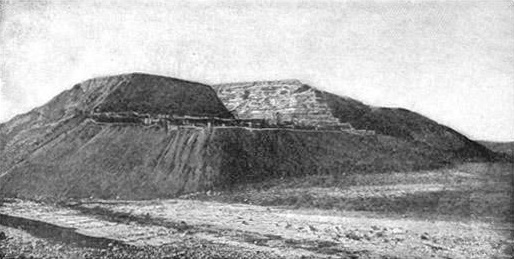
Fotografie a colinei Tel Lahish în anii 1901-1906

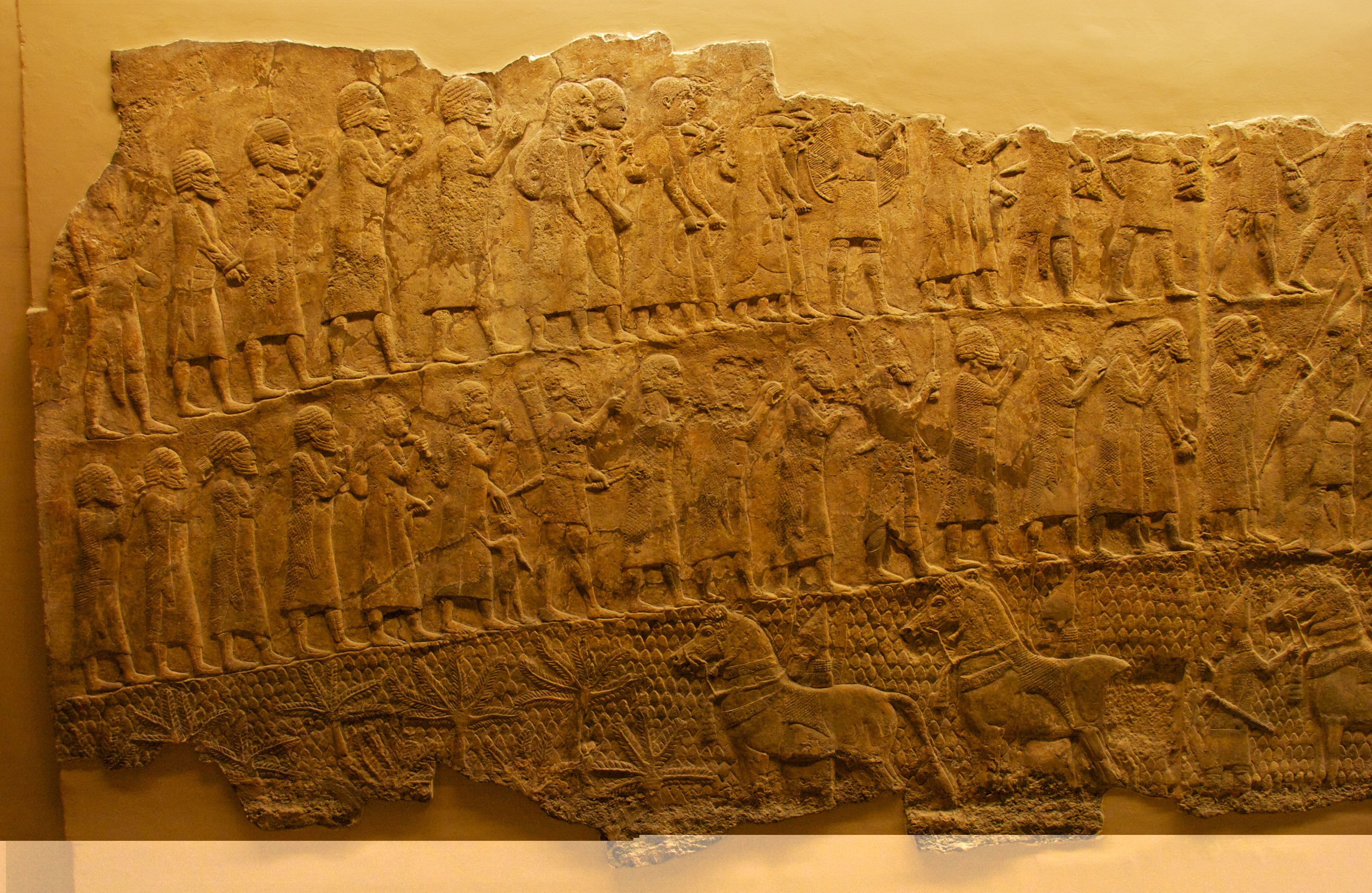
Basorelief asirian din Ninive, înfătișând asediul cetății Lahish de către regele Senaherib circa 700-692 î.e.n. Muzeul Britanic

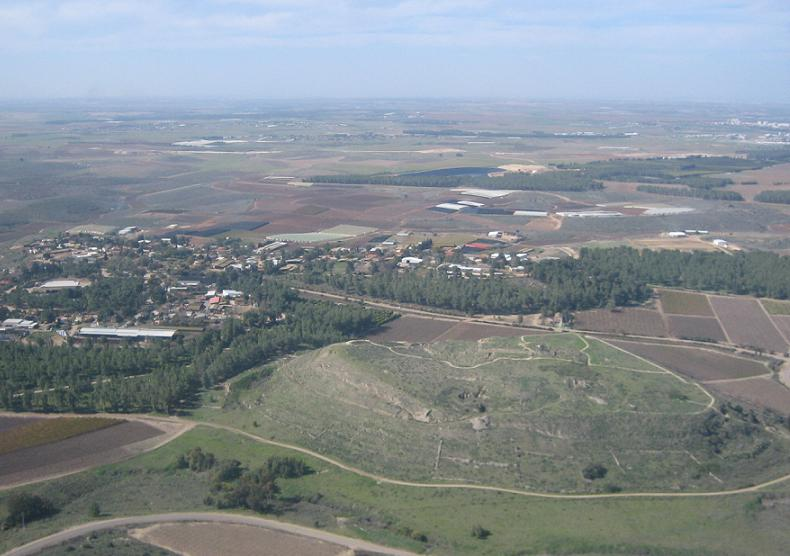
Vedere aeriană a colinei Tel Lahish, în partea stânga jos moşavul Lahish

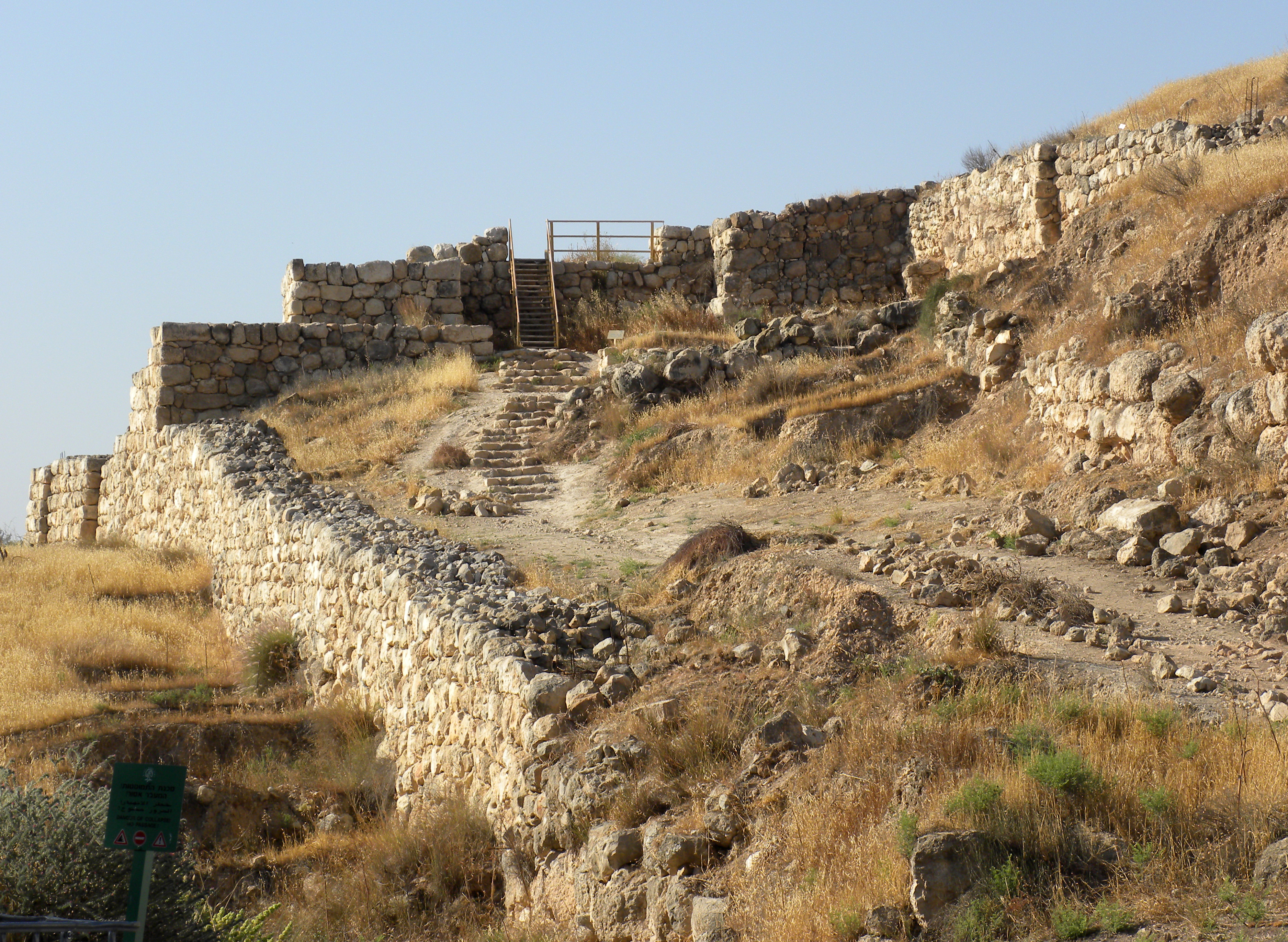
În depărtare - ruinele porţii cetăţii Lahish

Lahish (în ebraică: לכיש) este un oraș din Palestina antică (Canaan, Țara lui Israel) și menționat adesea în Biblie (Tanah sau Vechiul Testament). In perioada biblică a fost unul din cele mai insemnate fortificații de apărare a șesului Iudeei. Astăzi, Tel Lahish (în ebraică - תל לכיש) este un "tell", o colină din Israel, în șesul Iudeei (Shfelat Yehuda) lângă râul Nahal Lahish, la 45 km sud-vest de Ierusalim. Numele ei în limba arabă este Tell ad-Dwayr. Ea  face parte în prezent din teritoriul comunei israeliene (moșav) Lahish, întemeiat in anul 1955. Avea o înălțime de până la 40 de metri, marginile abrupte, și se întinde pe o suprafață de 12,4 hectare (pe culme are 7.5 hectare) Tel Lahish a fost identificat ca fiind locul unde s-a aflat orașul antic Lahish de către arheologul britanic William Albright în anul 1926. 

## Preistorie
Zona din jurul colinei a fost așezată  încă din epoca neolitică (7500-4000 î.e.n), și de atunci, în permanență, vreme de mulți ani.

## Antichitatea canaaneană
Colina însași a fost populată începând din Epoca bronzului timpuriu, apoi a fost abandonată de acești întâi locuitori în favoarea unui deal din imprejurime. 
La începutul  epocii bronzului mijlociu colina a fost repopulată, având și un loc de cult și de ofrande votive. Apoi (3150-1200 î.e.n) s-a dezvoltat aici orașul-stat canaanean nefortificat Lahish, aflat sub dominație egipteană.
In epoca bronzului mijlociu orasul a căpătat o mai mare importanță, el fiind înconjurat de un glacis și de un șanț, care au conferit colinei forma dreptunghiulară cu margini abrupte, pe care o are până astăzi, iar in centrul său a fost înălțat un palat, probabil, al conducătorului cetății, și care a ars ulterior într-un incendiu. 
Între tăblițele egiptene din epoca bronzului târziu, cunoscute ca Scrisorile de la Tel al Amarna se află câteva care au fost trimise faraonului de către conducătorii orașului în secolul al XIV-lea î.e.n., ca, de pildă, corespondența regilor Zimredda (EA 329), Yabni-ilu (EA 328) și Sipitba'lu (EA 330-332). În timpul lui Tutmes al III-lea Lahish e pomenit ca dușman al Egiptului. 
În epoca bronzului târziu Lahish a ajuns, poate, cel mai mare oraș din Canaan, după distrugerea cetății Hatzor în secolul al XIII-lea. 
Din acea perioadă au fost găsite inscripții hieroglifice și antropoide (sarcofage egiptene).

## Antichitatea ebraică
Orașul a fost distrus în prima jumătate a secolului al XII-lea î.e.n. și în stratul epocii respective s-au găsit circa 1,500 de cranii umane.
Data ar corespunde perioadei pătrunderii în zonă a triburilor ebraice, perioadă descrisă în Biblie (Vechiul Testament) ca așezării lor sub conducerea lui Iosua Navi (Yehoshua bin Nun). Cucerirea orașului Lahish (definit în textul biblic ca „regat”, condus de „regele Yafiya”, Iosua 10,3) este menționată în cartea Iosua,10,31-34, dar nu s-au găsit până acum în acest loc obiecte de lut israelite. În aceeași perioadă au sosit în regiune și așa numitele Popoarele mării, inclusiv filisteni, dar nici de la ei nu s-au găsit la fața locului vestigii caracteristice.  De aceea nu se știe încă cine a distrus orașul.  

### Perioada regatului Iudeei
Localitatea nu a mai ființat vreme de două sute de ani, până ce a fost reclădită în vremea Regatului evreiesc antic. În această perioadă cetatea avea însemnătate din pricina poziției ei geografice, la granița regatului cu ținuturile controlate de filisteni.
Lahish este menționat printre orașele întărite de regele Iudeei, Roboam (Rehav'am) (Cartea Cronici, 11, 9).
Cetatea avea o mare casă a porții, asemănătoare cu cea a cetăților Hatzor, Meghido și Ghezer, și un palat de mari dimensiuni.   
În situl arheologic de la fața locului s-au găsit piese de lut din perioada domniei lui Roboam (secolul al X-lea î.e.n.), de asemenea semne de distrugere din timpul expediției faranonului Shoshenq I în Palestina, când el a atacat și jefuit mai multe orașe din Regatul Iudeei și Regatul Israelului, în unele din ele (ca de pildă, la Meghido,) lăsând și inscripții triumfale.

#### Campania lui Senaherib
În veacul al VIII-lea î.e.n. cetatea era întărită și prosperă, dar a fost serios pagubită de un cutremur de pământ - poate cel din vremea regelui Uziahu, prin 760 î.e.n.. Orașul a fost ulterior refăcut, dar după jumătate de veac a fost asediată de oastea regelui asirian Senaherib.     
Textul biblic descrie în capitolele 18 și 19 din Cartea a II-a a Regilor campania lui Sanherib în Iudeea. Se povestește cum în al 14-lea an al domniei regelui Hizkiyahu, Senherib (în ebraică Sanheriv) a distrus toate cetățile întărite din țară, între care și Lahish.( Regi II,18,13).
Hizkiyahu a trimis o delegație la regele asirian la Lahish, cerând iertare (Regi II, 18,14). Deși el i-a trimis lui Senaherib 300 talanti de argint și 30 de talanți de aur pe socoteala Templului din Ierusalim, regele ar fi continuat neinduplecat marșul spre Ierusalim.(Regi II, 18, 14-16).
Excavațiile arheologice au găsit un strat semnificativ pentru distrugerea din acei ani.     
În adevăr, Senaherib a invadat Regatul Iudeei prin anul 701 î.e.n după ce regele Hizkiyahu s-a răzvrătit contra sa. În cursul expediției sale de pedeapsă, Senaherib a distrus numeroase localități, dar nu Ierusalimul.
Una din cele mai importante mărturii arheologice în legătură cu această campanie militară a fost găsită de  cercetătorul englez Austen Henry Layard la Ninive, capitala Asiriei,lângă Mosulul de astăzi. E vorba de un basorelief din palatul lui Senaherib (palatul de sud-vest) în care este arătat asediul și distrugerea unei cetăți, și refugiați închinându-se lângă tronul monarhului. 
Lângă imaginea regelui stă scris:
Senaherib, regele Ashurului și al intregii lumii șade pe tron și prada cetății Lahish trece în fața sa.
Cu alte cuvinte, basorelieful arată asediul asirian al Lahishului,iar regelui i se oferă prada după victoria dobândită.  
Acest basorelief se afla în prezent la Muzeul Britanic din Londra. 
La Lahish s-au descoperit și circa 400 sigilii ale regelui, pe care asirienii le-au lăsat în urma lor.

#### Scrisorile din Lahish. Cucerirea babiloneană

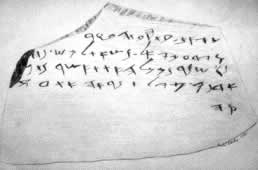
Unul din ostraka cu inscripţii ebraice vechi găsite la Lahish

Orașul a fost reconstruit în vremea regilor iudei Yoshiyahu și Menashe (secolul al VII-lea î.e.n.). A fost iarăși distrus odată de către babilonieni cu primul Templu din Ierusalim și cu celalte orașe ale Iudeei, dupa prima revoltă a lui Tzidkiyahu prin 586 î.e.n.
Profetul Ieremia amintește de Lahish între ultimele orașe cucerite de babilonieni înaintea Ierusalimului.
În vremea noastră se pot vedea ruinele casei porții celei mari din epoca regelui Hizkiyahu, iar deasupra ei
o casă a porții mai mică din secolele al VII-lea-al VI-lea.
În aceasta din urmă arheologul Starkey a descoperit în anii 1930 21 ostraka, cioburi de lut cu inscripții, care au fost denumite „Scrisorile din Lahish”.
Bucata de lut nr.4 a devenit cunoscută în mod deosebit din cauza inscripției:
כי אל משואות לכיש אנחנו שומרים ככל האותות אשר נתן אדוני, כי לא נראה את עזקה
Ki el mesuot Lahish anahnu shomrim kehol haotot asher natan Adonay, ki lo nire et Azeka
După opinia lui Yigael Yadin expresia „el mesuot Lahish” trebuie citită „al mesuot Lahish” , cu alte cuvinte, garda orașului raportează ca făcliile de la Azeka, orașul vecin, s-au stins, și că Nabucodonosor, regele Babilonului, a cucerit deja orașul, iar tot ce mai rămâne apărătorilor Lahishului este să continue să se baricadeze în cetate. 
geologul Beni Beghin este de altă parere, și afirmă că ostrakonul cuprinde un raport de rutină, în care autorul raportează ca garda privește făcliile Lahishului pentru a primi porunci de la comandament, deoarece nu poate vedea făcliile din Azeka care se aflau într-un loc prea jos.

### Ultimii ani
Localitatea a fost reînnoită în timpul dominației persane ahemenide, când a fost capitală de district, fiind dotată cu un mic palat și un templu ("al Soarelui"). Ea a decăzut în epoca elenistică, când alte orașe din Șesul Iudeei au căpătat prioritate. A fost părăsit în secolul al II-lea î.e.n.
În anul 1994 Tel Lahish a fost declarat parc național.

## Istoria explorărilor arheologice
Cercetarea locului a inceput in 1878 cand Claude Reignier Conder a făcut excavații in locul numit Tell al Hezi.
In 1929 ajutându-se de Onomastikonul lui Eusebiu din Cezareea, William Foxwell Albright a identificat Tell ad Duweir ca Lahishul istoric, ceea ce excavații ulterioare au confirmat.   
Cercetarea colinei a început de fapt în 1932 sub conducerea britanicului James L. Starkey, însoțit de Harding și Tufnell
atât pe Tell ad Duweir cât și pe dealurile din jur. Ei au săpat în întregime versantul de nord vest al Telului 
Ei au descoperit poarta orașului din perioada regatului ebraic și din  epoca persană (în Stratul I și II), valul de apărare extern, micul palat din epoca persană și „Templul Soarelui”. Asasinarea lui Starkey în anul 1938 a pus capăt excavațiilor.
În anii 1966 și 1968 Yohanan Aharoni a efectuat cu echipe de la Universitatea Ebraică din Ierusalim și apoi, de la Universitatea din Tel Aviv săpături de mică amploare, în special în zona Templului Soarelui. 
Arheologii israelieni au studiat asemănarea acestui sanctuar cu templul israelit găsit în citadela de la Tel Arad.
În anii 1973-1974 israelienii au continuat excavațiile sub conducerea lui David Usishkin. Ele s-au concentrat pe zonele unde a săpat Starkey și în alte porțiuni ale colinei. S-a acordat o atenție specială secțiunii în lungime a marginii de vest. Cel mai vechi strat dezvelit a fost din Epoca bronzului. Acolo s-a descoperit palatul din epoca bronzului și palatul fortificat din epoca regală ebraică. Au fost gasite niste porți suplimentare, precum și porțiuni în zidul din partea de sud vest a dealului, pe unde, se pare, asirienii au pătruns în cetate.
În anul 1979 arheologul Yehuda Dagan a efectuat o prospectare a întregului Ses al Iudeei, ale carei rezultate au fost de însemnătate și pentru înțelegerea cercetarilor de la Tel Lahish. În 1985 el a început restaurarea porții orașului antic ebraic, dar a fost nevoit să înceteze lucrările din lipsă de fonduri.